# Saison 3 de Monk
Chronologie
Saison 2 Saison 4
Cette page présente les épisodes de la troisième saison de la série télévisée Monk.

## Distribution

### Acteurs principaux
- Tony Shalhoub (VF : Michel Papineschi) : Adrian Monk
- Bitty Schram (VF : Natacha Muller) : Sharona Fleming (épisodes 1 à 9)
- Traylor Howard (VF : Valérie Nosrée) : Natalie Teeger (épisodes 10 à 16)
- Ted Levine (VF : Érik Colin) : capitaine  Leland Stottlemeyer
- Jason Gray-Stanford (VF : Alexis Victor) : lieutenant  Randy Disher

### Acteurs récurrents
- Stanley Kamel (VF : Julien Thomast) : Dr Charles Kroger
- Kane Ritchotte (VF : Thibault Minjollet) : Benjy Fleming (épisodes 1 à 7)
- Emmy Clarke (VF : Kelly Marot) : Julie Teeger (depuis l'épisode 10)
- Tim Bagley (VF : Christian Visine) : Harold Krenshaw
- Jarrad Paul (VF : Thierry Bourdon) : Kevin Dorfman (épisode 8)
- Glenne Headly (VF : Élisabeth Fargeot) : Karen Stottlemeyer

## Épisodes

### Épisode 1:Monk à New York
- États-Unis : 18 juin 2004
- France : 10 février 2005 sur TF1

- Jeffrey Dean Morgan (Steven Leight)
- Myra "Dakota" Brown (Stunt Skater #3)
- Frank Collison (Warrick Tennyson)
- Linda Klein (infirmière)
- Talon Ellithorpe (Bus Boy)
- Stu 'Large' Riley (Street Preacher)
- K.C. Ramsey (Three Card Monte Dealer)
- Apollo Smile (Stunt Skater #2)
- Patricia Skeriotis (Female Customer)
- Lydia Grace Jordan (Little Girl Skater)
- Roy Farfel (Stunt Skater #1)
- Lorin Shapiro (Coat Check Girl)
- Ajay Naidu (Masul the Cabbie)
- Olek Krupa (Elmer Gratnik)
- Vincent Riotta (Vladimir Kazinsky)
- Mykelti Williamson (Captain Cage)
- Mike Bocchetti (Homeless Man)
- Sam Vance (Policier en uniforme)
- Rob Munk (Leaflet Man)

### Épisode 2:Monk et le chimpanzé
- États-Unis : 25 juin 2004
- France : 14 février 2005 sur TF1

- Samantha Quan (Female Control Officer)
- Ross Mackenzie (Male Control Officer)
- Tony Franchitto (premier policier)
- Beau Dremann (Second Cop)
- Scott DeFoe (Policier en uniforme)
- Mowgli (Darwin the Chimp)
- Carmen Electra (Chloe Blackburn)
- Willie Garson (Leo Navarro)
- Stewart McLennan (Ian Blackburn)

### Épisode 3:Monk dans le noir
- États-Unis : 9 juillet 2004
- France : 15 février 2005 sur TF1

- Scott Peat (Construction Foreman)
- Judge Reinhold (Alby Drake)
- Alicia Coppola (Michelle Rivas)
- Todd Stashwick (Gene Edelson)
- Stacy Michelle (Herself)
- Joan M. Blair (Rita)
- John O'Brien (Maitre'd)

### Épisode 4:Monk est renvoyé
- États-Unis : 16 juillet 2004
- France : 16 février 2005 sur TF1

- Glenne Headly (Karen Stottlemeyer)
- Jeff Van Atta (Boomer)
- Aaron Wulf (Young officer)
- Diane Sellers (Head nurse)
- Beverly Polcyn (Elderly patient)
- Saverio Guerra (Commissioner Brooks)
- Brennan Elliott (Paul Harley)
- Andreea Radutoiu (Larysa Zeryeva)
- Molly Hagan (Ms. Lennington)
- Todd Waring (Maintenance worker)
- Scott Adsit (Médecin légiste)
- Aaron Parker Mouser (Coughing boy)
- Shirley Jordan (second journaliste)
- Lawrence H. Toffler (First reporter, credited as Larry Toffler)

### Épisode 5:Monk rencontre le parrain
- États-Unis : 23 juillet 2004
- France : 17 février 2005 sur TF1

- Carl Ciarfalio (First goon)
- Bob Joles (client)
- Michael Edwin (Barber)
- Oleg Zatsepin (Vince)
- Nick DeMauro (Relative)
- Michael G. Canaan (Second goon)
- David Stanford (premier policier)
- Michael James Crowley (livreur)
- Lochlyn Munro (Tony Lucarelli)
- Rick Hoffman (Agent Colmes)
- Devon Gummersall (Phil Bedard)
- Brian Tee (James Lu)
- Philip Baker Hall (Salvatore Lucarelli)

### Épisode 6:Sharona perd la tête
- États-Unis : 30 juillet 2004
- France : 18 février 2005 sur TF1

- Emma Caulfield (Meredith Preminger)
- Niecy Nash (Varla Davis)
- David Lee Russek (Trevor)
- Edward Kerr (Denny Graf)
- Victor McCay (Billy)
- Andrea J. Johnson (CSI Tech)
- Tim Bagley (Mr. Krenshaw)
- Tang Nguyen (Computer officer)

### Épisode 7:Monk et l'employée du mois
- États-Unis : 6 août 2004
- France : 21 février 2005 sur TF1

- Alanna Ubach (Jennie Silverman)
- Enrico Colantoni (Joe Christie)
- Patrick Thomas O'Brien (Mr. Donovan)
- Kyle Davis (Ronnie)
- Maree Cheatham (Edna Coruthers)
- Michael Weston (Morris)
- Esther Scott (Delores)
- Sharon Johnston (Clara)
- Jill Wagner (Crystal)
- Amy Higgins (Paint customer)
- Sean Foley (premier policier)
- Robb Skyler (Hairy customer)
- Kathleen Mary Carthy (Field tech)
- Shane Elliott (First robber)

### Épisode 8:Monk passe à la télé
- États-Unis : 13 août 2004
- France : 23 février 2005 sur TF1

- John Michael Higgins (Roddy Lankman)
- Jarrad Paul (Kevin Dorfman)
- Melora Hardin (Trudy)
- Bob Gunton (Dwight Ellison)
- Rosemary Forsyth (Marcia Ellison)
- Larry Brandenburg (Val Birch)
- Lauren Cohn (en) (The librarian)
- Daniel Passer (The director)
- Michael Caldwell (Stagehand)
- Nick Stellate (sécurité)
- Scott Adsit (Stagehand)
- Lisa Sheridan (Lizzie Talvo)
- Amy Bernhardt (Tanya)

Dwight Ellison, le père de Trudy, sollicite l'aide de Monk au sujet d'un problème concernant un jeu télévisé qu'il produit : il soupçonne un candidat, apparemment inculte mais qui gagne outrancièrement, de tricher avec peut-être la complicité du présentateur. En l'absence de Sharona, Monk se rend chez sa belle-famille et sur les plateaux en compagnie de son insupportable voisin, Kevin Dorfman.

### Épisode 9:Monk pète les plombs
- États-Unis : 20 août 2004
- France : 24 février 2005 sur TF1

- Ken Marino (Lester Highsmith)
- Melora Hardin (Trudy)
- Jeremy Roberts (Dewey)
- Nate Mooney (Scat)
- Dwayne L. Barnes, James Intveld (Undercover Cop)
- Grant Garrison (Officer Hensley)
- Nick Spano (Officer Salvatore)
- Meredith Lieber (Burger Girl)
- Lance Krall (vendeur)
- Hugh Holub (Shift Supervisor)
- David Stanford (Policier en uniforme)
- Marc Marosi (TV Anchorman)
- Jonathan Chase (College Boy #1)
- Anthony Maranville (College Boy #2)
- Clement E. Blake (Building Supervisor)

### Épisode 10:Monk cherche une remplaçante
- États-Unis : 21 janvier 2005

- Tony Armatrading (Mr. Franklin)
- David Purdham (Lyle Peck)
- Amy Aquino (Mrs. Bowen)
- Adam Wylie (Pet Store Clerk)
- Raymond O'Connor (Clemm)
- Alan Heitz (Human Corpuscle)
- Eileen Grubba (mère)
- Parker Goris (Fire Safety Kid)
- Brooke Baumer (Applicant #1)
- Rachel Winfree (Applicant #3)

### Épisode 11:Monk et le mort vivant
- États-Unis : 28 janvier 2005

- Mako (Master Zee)
- Melora Hardin (Trudy)
- Harry Groener (John Ricca)
- Patrick Fischler (Eddie)
- Mark Sheppard (Chris Downey)
- Arthel Neville (Talk Show Host)
- Sung Kang (First Disciple)
- Kathleen Mary Carthy (Médecin légiste)
- Sean Foley (Policier en uniforme)
- Americus Abesamis (Silent Disciple)
- Chris Kennedy (secouriste)
- Jeff Holman (Mover)
- Anil Raman (Rescue Worker)

### Épisode 12:Monk se cache
- États-Unis : 4 février 2005

- Josh Stamberg (agent Grooms)
- Faith Prince (Kathy Willowby)
- Moon Bloodgood (Hayley)
- Glenn Morshower (Martin Willowby)
- Dylan Kussman (adjoint Coby)
- Paul Rae (M. Handy)
- Tony Lee (livreur)
- David Chan (vieil homme)
- Marvin Bang (serveur)
- Allen Theosky Rowe (cuisinier)
- Ron Yuan (Tommy Winn)

### Épisode 13:Monk dans les bouchons
- États-Unis : 11 février 2005
- France : 15 mai 2005 sur TF1

- James "Munky" Shaffer (lui-même)
- Jonathan Davis (lui-même)
- Reginald "Fieldy" Arvizu (lui-même)
- Scott Mitchell Nelson (infirmier)
- Todd Eric Andrews (infirmier)
- Nina Alexander (jeune femme jolie)
- Jay Acovone (Ray Galardi)
- Larry Miller (Garrett Price)
- Keith Robinson (policier)
- Diane Delano (Krystal)
- Matt Champagne (Steve Marriott)
- Steven Williams (sergent Parnell)

### Épisode 14:Monk se pique au jeu
- États-Unis : 18 février 2005
- France : 12 juin 2005 sur TF1

- Cheryl Faye Kloner (Gambling Woman)
- Mike Marlin (Gambler)
- Paul Hayes (Mr. Cooper)
- Chet Grissom (1st Cop)
- Josh Cruze (Roberto the Cook)
- Larry Varanelli (1st Barfly)
- Mike Barger (revendeur)
- Phil Abrams (2nd Cop)
- Ann E. Livingstone (2nd Barfly)
- James Brolin (Daniel Thorn)
- Challen Cates (Shirley Thorn)
- Eric Gelman (Paparazzi Photographer)
- Alexandra Kenworthy (Wanda the Barfly)
- Dalton Grant (barman)
- John Sterling Carter (Croupier)

### Épisode 15:Monk en campagne
- États-Unis :      25 février 2005
- France :          5 juin 2005 sur TF1

- Tim Bagley (Harold J. Krenshaw)
- Nick Offerman (Jack Whitman)
- Sue Cremin (journaliste)
- Neil Giuntoli (First Attendant)
- Christopher May (Second Attendant)
- Nancy Daly (Mme Giddons)
- John Maynard (Repairman)
- Bru Muller (Ellis)
- Sally Ann Brooks (Mme Bloom)
- Alex Quijano (First Uniform Cop)
- Debi M. Cox (Voting Attendant)

### Épisode 16:Monk Papa-Poule
- États-Unis : 4 mars 2005
- France : 19 juin 2005 sur TF1

- Brooke Adams (Abigail Carlyle)
- Noora Albright (mère adoptive)
- Daniel Quinn (Raymond Novak)
- Kyle Bornheimer (policier en uniforme)
- Liesl Ehardt (domestique)
- Michael Emanuel (Wrong Man)
- Stephen Holland (technicien de laboratoire)
- Nicole Sullivan (Janet Novak)
- Mary Mara (Teresa Crane)
- Trevor Shores (Tommy)
- Mike Grief (gros homme)
- Michael Goorjian (Jacob Carlyle)
- Preston Shores (Tommy)
- Cleo King (opérateur de police secours)